# Plunket Shield
La Plunket Shield è il massimo campionato professionistico neozelandese di First Class cricket per squadre di club.

## Storia
La competizione iniziò nel 1906 grazie ad una donazione del Governatore della Nuova Zelanda William Plunket, V barone Plunket. Nel primo periodo di esistenza gli incontri si disputarono in modo aperioditico ed erano caratterizzati da un sistema simile al campionato del mondo di pugilato, ovvero con il detentore che giocava contro uno sfidante scelto in autonomia. Il trofeo divenne un vero e proprio torneo acquisendo regolarità solo a partire dal 1921-22 (per questo le statistiche relative al torneo sono riferite sempre al periodo successivo a quella data). 

## Squadre partecipanti
| Team                                                                         | Debutto nella competizione | Ultima vittoria | Vittorie (dal 1921–22) |
| ---------------------------------------------------------------------------- | -------------------------- | --------------- | ---------------------- |
| Auckland Aces (Auckland)                                                     | 1906-07                    | 2015-16         | 23                     |
| Wellington Firebirds (Wellington)                                            | 1906-07                    | 2003-04         | 20                     |
| Canterbury Cricket (Canterbury)                                              | 1906-07                    | 2016-17         | 19                     |
| Otago Volts (Otago/Southland)                                                | 1906-07                    | 1987-88         | 13                     |
| Central Stags (Baia di Hawke/Taranaki/Manawatu/Nelson/Marlborough)           | 1950-51                    | 2018-19         | 11                     |
| Northern Districts Knights (Northland/Baia dell'Abbondanza/Waikato/Gisborne) | 1956-57                    | 2011-12         | 8                      |
| Hawke's Bay (Baia di Hawke)                                                  | 1914-15                    |                 | 0                      |